# Tokamak
En tokamak  (tокамак) er en type fusionsreaktordesign, som anvender et torusformet magnetfelt til at indeslutte plasmaet. Navnet stammer fra den russiske forkortelse токамак, for "тороидальная камера в магнитных катушках" (toroidalnaja kamera v magnitnykh katusjkakh) – "toroidalkammer i magnetspoler".
For at opnå en stabil plasmaligevægt forudsætter det magnetfeltlinjer, der bevæger sig rundt om torussen med en skruelinjeform. Sådan et skruelinjeformet felt kan dannes ved at tilføje et toroidalformet felt (gående rundt om torussen i cirkler) og en poloidalt felt (gående i cirkler vinkelret på dette toroidale felt). I en tokamak dannes det toroidale felt med elektromagneter, som går rundt om torussen - og det poloidale felt er resultatet af en toroidal elektrisk strøm, der løber inde i plasmaet. Denne elektriske vekselstrøm bliver induceret i plasmaet med et andet system af elektromagneter.
Tokamakken er en af adskillige typer af magnetiske indeslutningsenheder og er en af de mest udforskede kandidater for at opnå et producere en styret termonuklear fusionskraft. Magnetfelter anvendes til at indeslutte plasmaet, da ingen faststoffer kan klare de ekstremt høje plasmatemperaturer.
Tokamakker blev opfundet i 1950'erne af de sovjetiske fysikere Igor Tamm og Andrei Sakharov - og inspireret af en oprindelig ide fra Oleg Lavrentiev.

## Eksperimentelle tokamakker

### Aktuelt i drift
(i kronologisk orden fra driftsstart) 
- 1960'erne: TM1-MH (since 1977 Castor; siden 2007 Golem[2]) i Prag, Tjekkoslovakiet. I drift i Kurchatov Institute siden de tidlige 1960'ere men omdøbt til Castor i 1977 og flyttet til IPP CAS,[3] Prag; i 2007 flyttet til FNSPE, Czech Technical University in Prague og omdøbt til Golem.[4]
- 1975: T-10, i Kurchatov Institute, Moskva, Rusland (tidligere Sovjetunionen); 2 MW
- 1978: TEXTOR, i Jülich, Tyskland
- 1983: Joint European Torus (JET), i Culham, Storbritannien
- 1983: Novillo Tokamak,[5] ved Instituto Nacional de Investigaciones Nucleares, i Mexico City, Mexico
- 1985: JT-60, i Naka, Ibaraki Prefecture, Japan; (bliver opgraderet til Super, Advanceret model)
- 1987: STOR-M, University of Saskatchewan; Canada; første demonstration af vekselstrøm i en tokamak.
- 1988: Tore Supra,[6] ved CEA, Cadarache, Frankrig
- 1989: Aditya, ved Institute for Plasma Research (IPR) i Gujarat, Indien
- 1980s: DIII-D,[7] i San Diego, USA; driftet af General Atomics siden de sene 1980'ere
- 1989: COMPASS,[3] i Prag, Tjekkoslovakiet; i drift siden 2008, tidligere i drift fra 1989 til 1999 i Culham, Storbritannien
- 1990: FTU, i Frascati, Italien
- 1991: Tokamak ISTTOK,[8] ved Instituto de Plasmas e Fusão Nuclear, Lissabon, Portugal; NSTX-reaktor set udefra.
- 1991: ASDEX Upgrade, i Garching, Tyskland
- 1992: H-1NF (H-1 National Plasma Fusion Research Facility)[9] baseret på H-1 Heliac apparatet bygget af Australia National University's plasma physics group og i drift siden 1992
- 1992: Alcator C-Mod,[10] MIT, Cambridge, USA
- 1992: Tokamak à configuration variable (TCV), ved EPFL, Schweiz
- 1994: TCABR, ved University of São Paulo, São Paulo, Brasilien; denne tokamak blev overført fra Centre des Recherches en Physique des Plasmas i Schweiz
- 1995: HT-7, i Hefei, Kina
- 1999: MAST, i Culham, Storbritannien
- 1999: NSTX i Princeton, New Jersey, USA
- 1999: Globus-M i Ioffe Institute
- 1990s: Pegasus Toroidal Experiment[11] ved University of Wisconsin-Madison; i drift siden de sene 1990'ere
- 2002: HL-2A, i Chengdu, Kina
- 2006: EAST (HT-7U), i Hefei, Kina (ITER-medlem)
- 2008: KSTAR, i Daejon, Sydkorea (ITER-medlem)
- 2010: JT-60SA, i Naka, Japan (ITER-medlem); opgraderet fra JT-60.
- 2012: SST-1, i Gandhinagar, Indien (ITER-medlem); Institute for Plasma Research reporterede 1000 sekunders drift.[12]
- 2012: IR-T1, Islamic Azad University, Science and Research Branch, Tehran, Iran[13]
- 2019: NORTH, DTU, Lyngby, Danmark (https://web.archive.org/web/20240730192139/https://www.dtu.dk/nyheder/alle-nyheder/nyhed?id=adc8577d-26b1-440a-8f09-b8041c32bf6f)

### Tidligere i drift
- 1960s: T-3 og T-4, i Kurchatov Institute, Moskva, Rusland (tidligere Sovjetunionen); T-4 i drift 1968.
- 1963: LT-1, Australia National University's plasma physics group byggede den første tokamak udenfor Sovjetunionen c. 1963
- 1971-1980: Texas Turbulent Tokamak, University of Texas at Austin, USA
- 1973-1976: Tokamak de Fontenay aux Roses (TFR), nær Paris, Frankrig
- 1973-1979: Alcator A, MIT, USA
- 1978-1987: Alcator C, MIT, USA
- 1979-1998: MT-1 Tokamak, Budapest, Ungarn (Bygget af Kurchatov Institute, Rusland, transporteret til Ungarn i 1979, genopbygget som MT-1M i 1991)
- 1982-1997: TFTR, Princeton University, USA
- 1987-1999: Tokamak de Varennes; Varennes, Canada; driftet af Hydro-Québec og anvendt af forskere fra Institut de recherche en électricité du Québec (IREQ) og Institut national de la recherche scientifique (INRS)
- 1988-2005: T-15, i Kurchatov Institute, Moskva, Rusland (tidligere Sovjetunionen); 10 MW
- 1991-1998: START i Culham, Storbritannien
- 1990'ere-2001: COMPASS, i Culham, Storbritannien
- 1994-2001: HL-1M Tokamak, i Chengdu, Kina
- 1999-2005: UCLA Electric Tokamak, i Los Angeles, USA

### Planlagte
- ITER, internationalt projekt i Cadarache, Frankrig; 500 MW; bygning startede i 2010, første plasma forventes i 2020.[14]
- DEMO; 2000 MW, vedvarende drift, forbundet til elnettet. Planlagt efterfølger til ITER; bygning forventes startet i 2024.